# Fluoroborova kislina
Fluoroborova kislina je kemična spojina s kemično formulo HBF4. To je prirejena (spremenjena) tetrafluoroborova kislina. Uporablja se v topilih kot na primer dietil eter. Po moči je primerljiva z dušikova kislina,  fluoroborova kislina je močna z neoksidirajočo konjugirano bazo s slabo usklajenimi anioni.

## Zgodovina
Prve informacije o Fluoroborovi kislini segajo v konec leta 1920, ko je Christian A. Wamser izdal več objav v revijah na tem področju. Točen podatek o nastanku spojine pa ne obstaja. -->

## Pridobivanje
100% fluorborova kislina ni bila nikoli proizvedena. HBF44 pridobivajo z raztapljanjem fluorove in borove kisline v vodni razstopini pri 20-25 °C . Tri ekvivalentni HF reagirajo, tako da nastane vmesni trifluid bor ,  četrti pa tvori fluorborovo kislino  .
B(OH)3  +  4 HF  →  H3O+  +  BF<suvb>4−  +  2 H2O
Soli

Fluoroborova kislina je predhodnik fluorborove soli, ki nastane s kislinsko-bazično reakcijo. To je anorganska sol, ki se uporablja pri izdelavi negorljivih materialov, steklene prevleke in za elektrolitsko generiranje bora. HBF44 se uporablja tudi za jedkanje aluminija in kislinsko dekapiranje.

## Uporaba
Organska kemija
HBF4 se uporablja kot katalizator za alkalizacijo in polimerizacijo, za ogljikovodikove zaščitne reakcije. Eterična fluoroborova kislina je učinkovit in stroškovno sprejemljiv katalizator za  transacetijske in isopropilacijske reakcije.  acetonitrilne rešitve cepijo acetone in nekatere etre, medtem ko čista fluorborova kislina odstranjuje tert-butoksikarbonilne skupine.
Galvanski členi
Vodni HBF4 se uporalja kot elektrolit v galvanskih sistemih celičnih senzorjev za kisik. sestavljen je iz anode,katode in kisiko.prepustne membrane. HBF4 je zmožen razstopiti kisik z anode v obliko tetrafluorbora medtem ko ostali sistem ostane nespremenjen.
Kositranje kovin
Mešanica CrO3, HBF4, in žveplov kislines de uporablja tudi za kositranje. 
Ugotovitve o nevarnih lastnostih
Opis nevarnosti: 
lahko je usodna pri zaužitju, zdravju škodljiva pri vdihavanju, jedka,povzroči hudo draženje in opekline če pidemo v stik z njo.

## Ostale fluoroborove kisline
Poznamo  sledeče vrste fluoroborovih kislin v vodnih raztopinah.
- HB(OH)4
- HBF(OH)3
- HBF2(OH)2
- HBF3(OH)
- HBF4